# Mischotetrastichus petiolatus
Mischotetrastichus petiolatus  (лат.) — вид мелких хальциноидных наездников рода Mischotetrastichus из семейства Eulophidae. Палеарктика (Венгрия, Россия, Чехия, Швеция).

## Описание
Диплоидный набор хромосом 2n = 12, из которых 10 хромосом метацентрические, а 2 акроцентрические.
Паразитируют на гусеницах молевидных бабочек, минирующих листья: Phyllonorycter issikii, Phyllonorycter carpini, Phyllonorycter hancola, Phyllonorycter rajella (Lepidoptera, Gracillariidae). Вид Mischotetrastichus petiolatus был впервые описан в 1961 году венгерским энтомологом Й. Эрдешем (J.Erdös) под первоначальным названием Tetrastichus petiolatus Erdös, 1961. Таксон Mischotetrastichus petiolatus включён в состав рода Mischotetrastichus Graham 1987 вместе с видами M. yamagishii Kamijo & Ikeda, M. danilovitschae Kostjukov, M. fuscicornis Kamijo & Ikeda, M. nadezhdae (Kostjukov), M. reticulatus Kamijo & Ikeda, M. borneichus Narendran & Lambert.